# Emil Eichhorn
Emil Eichhorn (Chemnitz, 9 ottobre 1863 – Berlino, 26 luglio 1925) è stato un giornalista e politico tedesco (SPD, USPD e KPD).

## Biografia
Dopo aver studiato meccanica dal 1878 al 1881, si unì al Partito operaio socialista di Germania (SAPD), allora illegale, e cominciò a scrivere per la stampa socialdemocratica. Emil Eichhorn perse ripetutamente il lavoro a causa delle sue attività politiche, fino a quando venne assunto nel 1893 come funzionario di partito. Fino al 1900 scrisse presso la Gazzetta sassone del lavoratore e la Voce del Popolo di Mannheim e, tra il 1905 e 1908, ricoprì il ruolo di segretario regionale del SPD a Baden. Eletto a livello locale Landtag (1901-1908), sostenne la sinistra del partito che si poneva in conflitto con l'organizzazione locale della SPD accusata di "revisionismo" (riformismo). Dal 1903 al 1912, Eichhorn fu membro del gruppo parlamentare socialdemocratico al Reichstag. Dal 1908, diresse l'ufficio stampa del partito a Berlino.
Durante la prima guerra mondiale, fu contrario alla cosiddetta "sacra unione" politica dei partiti e sindacati di sinistra a favore della guerra contro la Germania. Nel 1917, fu tra i promotori di una scissione del SPD che si collocasse alla sua sinistra, sostenendo la nascita nel 1917 del Partito Socialdemocratico Indipendente (USPD) e dirigendone l'ufficio stampa. Da agosto a novembre 1918 diresse anche l'ufficio di Berlino dell'agenzia di stampa sovietica ROSTA. Anche se favorevole alle dimissioni il 29 dicembre del USPD dal Governo Ebert, non aderì alla sinistra interna del USP che darà vita al Partito Comunista di Germania (KPD).
Nominato Prefetto di polizia a Berlino il 9 novembre 1918, durante la rivoluzione tedesca che porta alla caduta del Kaiser, il 4 gennaio 1919 Emil Eichhorn venne esonerato dal Governo Ebert, perché ritenuto poco determinato nel reprimere le rivolte a Berlino. Il giorno dopo si svolse una manifestazione di massa a Berlino, che sfociò in una rivolta poi brutalmente repressa dai Freikorps, su ordine di Gustav Noske, commissario del popolo del Governo Ebert.
Pochi giorni dopo, alle elezioni dell'Assemblea costituente del 19 gennaio 1919, Eichhorn risultò eletto. Dopo le prime elezioni del Parlamento tedesco (6 giugno 1920), venne eletto al Reichstag. Alla fine dello stesso anno, si iscrisse al Partito Comunista di Germania (KPD), assieme alla maggior parte del SPD, e vi rimase dopo l'aprile 1921, nonostante la sua simpatia per Paul Levi e Ernst Däumig esclusi per aver criticato le politiche che hanno portato alla rivolta del marzo 1921 di Béla Kun.
Fu rieletto al Reichstag nel 1924. Colpito da un mandato di cattura dal gennaio 1919 solo protetto dalla sua immunità parlamentare, andò a nascondersi nel 1920 e 1924, ogni scioglimento del Parlamento, il tempo per la rielezione.